# Уровнемер
Уровнемер — датчик перемещения, предназначенный для определения уровня содержимого в открытых и закрытых сосудах, резервуарах, хранилищах и других ёмкостях. Под содержимым подразумеваются разнообразные виды жидкостей, в том числе и газообразующие, а также сыпучие и другие материалы. Уровнемеры также называют датчиками/сигнализаторами уровня, преобразователями уровня. Главное отличие уровнемера от сигнализатора уровня — возможность непрерывного измерения уровня (градаций уровня), а не только его граничные значений в точках.

В промышленном производстве в настоящее время существует разнообразный ряд технических средств, решающих задачу измерения и контроля уровня. Средства измерения уровня реализуют разнообразные методы, основанные на различных физических принципах. К наиболее распространённым методам измерения уровня, которые позволяют преобразовать значение уровня в электрическую величину и передавать её значение в системы АСУ ТП, относятся:
- контактные методы:
  - волноводный,
  - магнитострикционный
  - ёмкостный,
  - гидростатический,
  - буйковый(поплавковый)

- бесконтактные методы:
  - зондирование звуком,

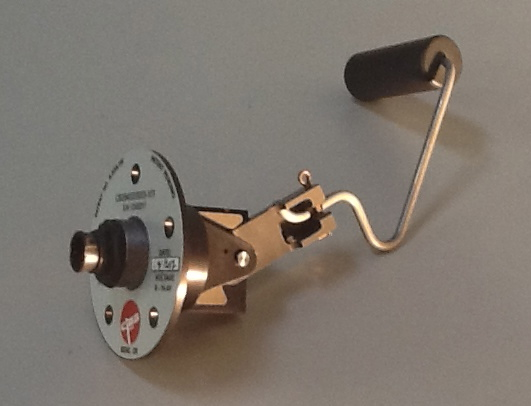
Магниторезистивный уровнемер

  - зондирование электромагнитным излучением,
  - зондирование радиационным излучением.

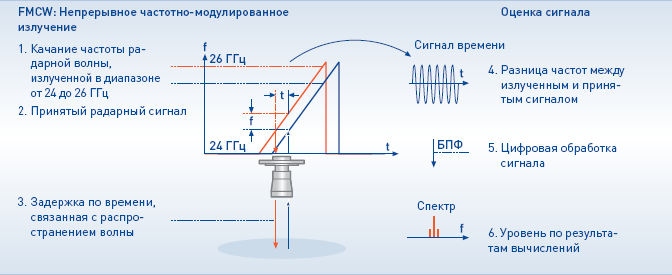
Принцип измерения радарных уровнемеров

С развитием измерительной техники каждый метод приобретает характерный набор своих технических реализаций, которые в каждом конкретном случае имеют как преимущества, так и недостатки.
Применимость того или иного средства измерения уровня определяется требуемой точностью и требованиями конкретного процесса — условиями внутри контролируемого резервуара спецификой измерительной задачи (давление и температура процесса, изменяемая плотность среды, агрессивность среды, возможность налипания, загустевания и т. п.). На объектах повышенной пожарной опасности уровнемеры должны обладать характеристиками, обеспечивающими нормальную эксплуатацию оборудования в местах, в которых существует опасность взрыва газа или пыли — соответствующий уровень взрывозащиты. Некоторые уровнемеры должны иметь встроенные средства самодиагностики, проверки программного обеспечения и защиты от изменения настроек — как правило для коммерческого учёта или обеспечивающие безопасность процесса.

## Бесконтактный (радарный) уровнемер
Непрерывное измерение уровня по радарному принципу основано на теории распространения электромагнитных волн британского физика Джеймса Максвелла, созданной им в 1865 году. Он предположил, что силовые линии меняющегося магнитного поля окружены кругообразными силовыми линиями электрического поля, даже при отсутствии электрических проводников. Вдохновлённый этой теорией, немецкий физик Кристиан Хюльсмайер в 1904 году в Дюссельдорфе разработал телемобилоскоп и запатентовал этот первый радарный прибор. Благодаря этому устройству он стал известен как изобретатель первого радара.

#### Принцип измерения

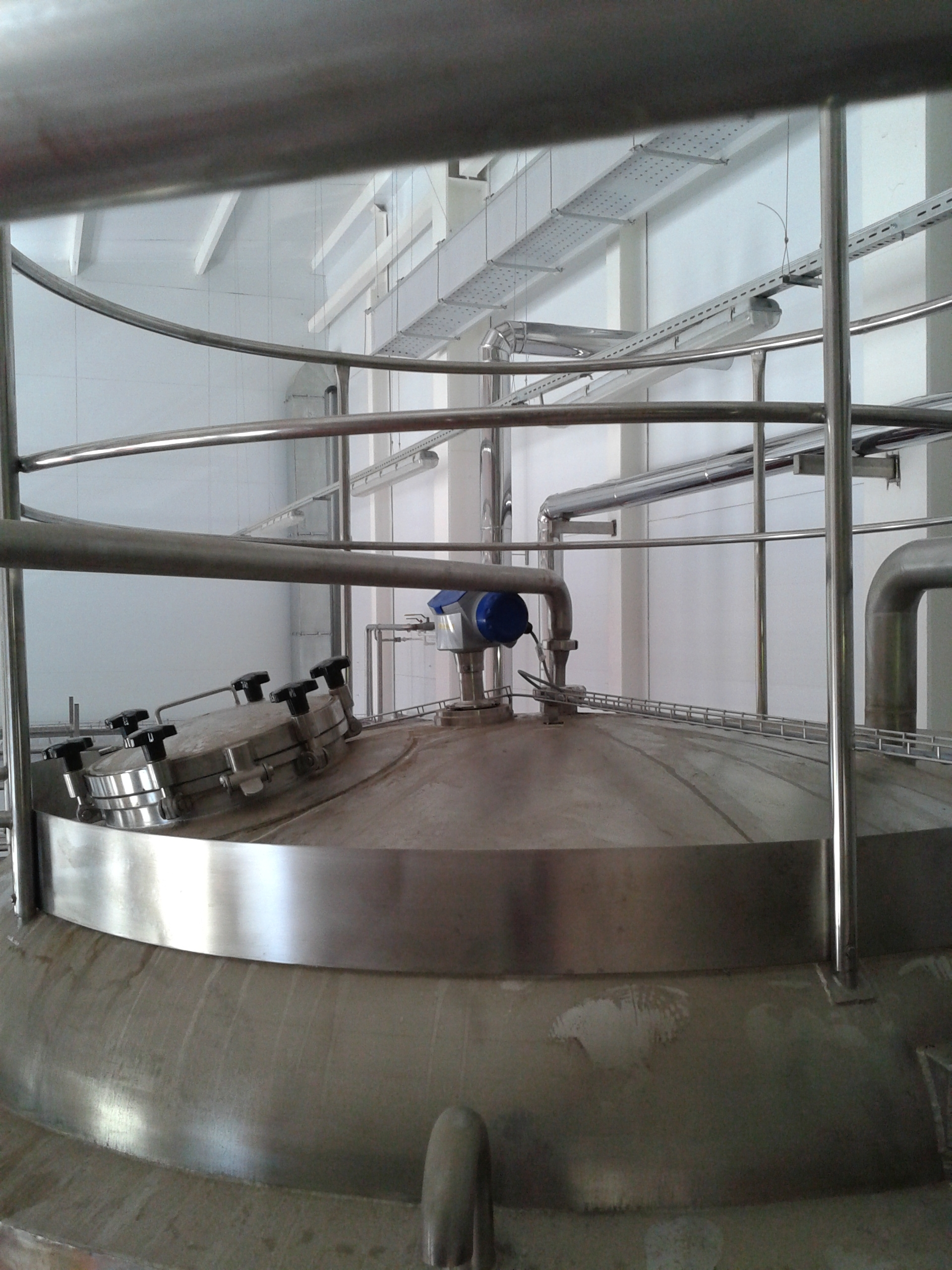
Измерение уровня молока на стерильных танках хранения

Излучаемый сигнал отражается от поверхности измеряемой среды и с небольшой временной задержкой t принимается антенной. Используемый радарный принцип называется FMCW (непрерывное частотно-модулированное излучение). При радарном FMCW измерении используется высокочастотный сигнал, частота излучения которого во время измерения линейно возрастает (так называемое качание частоты). Излучаемый сигнал отражается от поверхности измеряемой среды и принимается с небольшой временной задержкой t. Время задержки рассчитывается по формуле t=2d/c, где d — это дистанция до поверхности продукта, а c — это скорость света в газе над поверхностью среды. На основании частоты посланных и принятых сигналов рассчитывается разница Δf, используемая при дальнейшей обработке сигнала. Разница частот прямо пропорциональна дистанции. Большая разница между частотами соответствует большей дистанции, и наоборот. Разница частот Δf трансформируется в частотный спектр с помощью дискретного преобразования Фурье (ДПФ), на основании которого затем рассчитывается дистанция. Уровень рассчитывается как разница между высотой резервуара и полученной дистанцией.

## Ультразвуковой уровнемер
Ультразвуковые уровнемеры используются для непрерывного измерения уровня жидкостей и сыпучих веществ практически во всех отраслях промышленности.

#### Принцип измерения

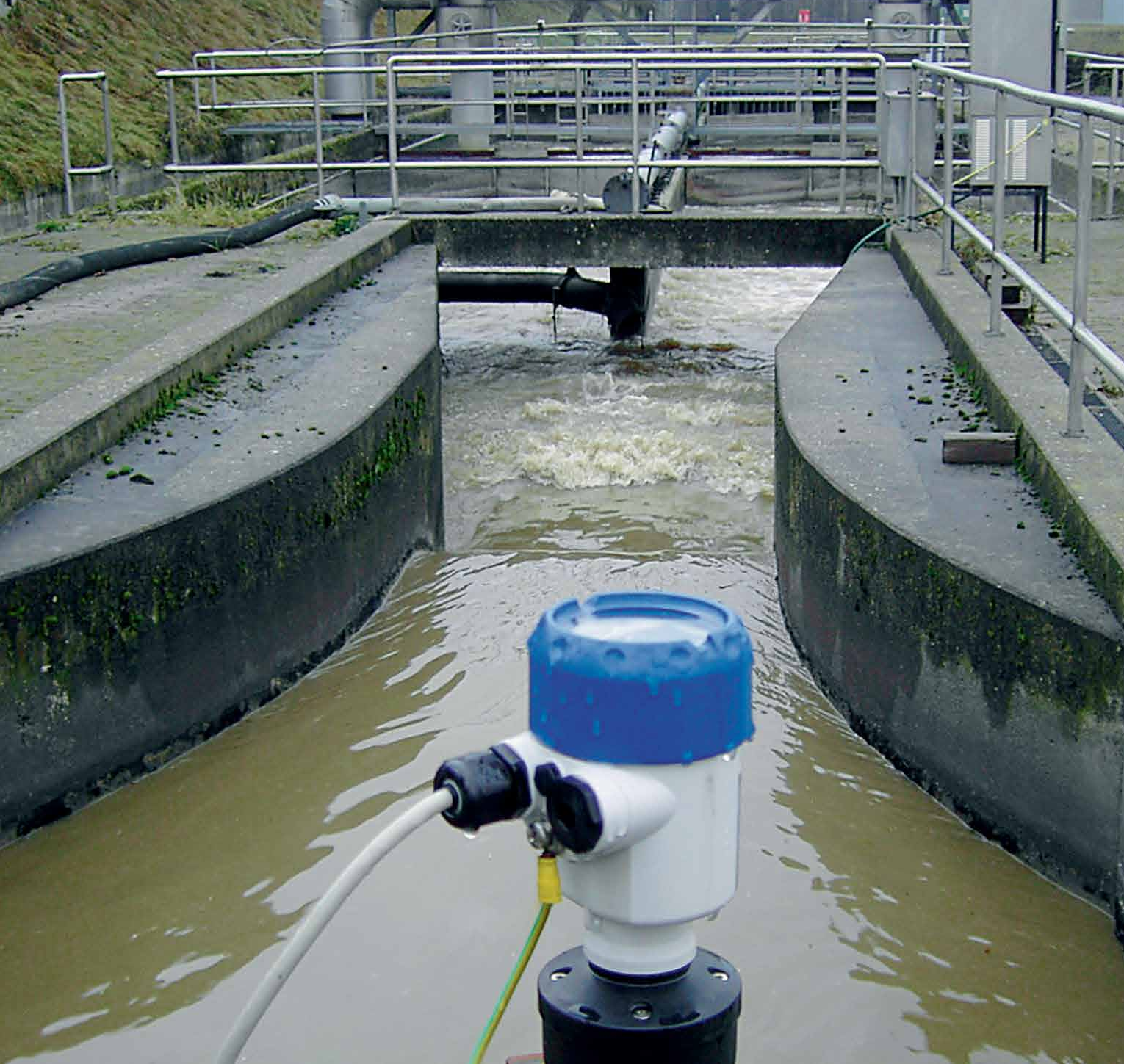
Ультразвуковой уровнемер в эксплуатации на лотке Паршаля

Короткие ультразвуковые импульсы в диапазоне от 18 до 70 кГц излучаются сенсором в направлении измеряемой среды, отражаются от её поверхности и снова улавливаются сенсором. Импульсы распространяются со скоростью звука, при этом время между моментом излучения и приёма сигнала зависит от уровня заполнения резервуара. Новейшая микропроцессорная технология и зарекомендовавшее себя программное обеспечение гарантируют надёжное обнаружение эхо-сигнала уровня даже при наличии ложных эхо-сигналов, отражённых от внутренних конструкций, и высокоточное вычисление дистанции до поверхности измеряемой среды. Чтобы компенсировать влияние времени прохождения акустического сигнала, встроенный температурный датчик определяет температуру в резервуаре.
Благодаря простому вводу габаритных размеров ёмкости и измеренной дистанции рассчитывается сигнал, пропорциональный уровню. Таким образом, отсутствует необходимость в заполнении ёмкости для выполнения точной настройки.
Метод непрерывного ультразвукового измерения уровня доказал свою эффективность. Ультразвуковые уровнемеры подходят для измерения дождевой и сточной воды, для жидкостей с низким или высоким уровнем загрязнения, с содержанием твёрдых частиц или шлама. Само собой разумеется, что при работе с сыпучими веществами к измерительному прибору предъявляются другие требования, чем при работе с жидкостями. Ведь поверхность измеряемого продукта при этом неровная и часто представляет собой насыпной конус. Многие вещества вызывают интенсивное образование пыли. Кроме того, многие резервуары для сыпучих веществ намного выше, чем ёмкости для жидкостей.

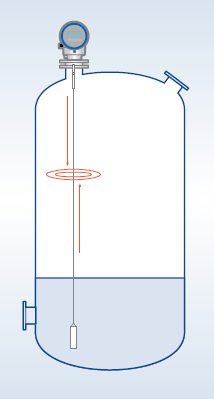
Принцип рефлекс-радарного измерения уровня

## Рефлекс-радарный уровнемер

### Принцип измерения
Принцип измерения рефлекс-радарного TDR уровнемера основан на технологии рефлектометрии во временно области (TDR — «Time Domain Reflectometry»). Часто такие приборы также называют уровнемерами с направленной волной, контактного типа (GWR — «guided wave radar»). При данном способе измерений электромагнитные импульсы малой мощности и длительностью около 1 наносекунды распространяются по волноводу (чаще всего стержень или несколько стержней, трос, коаксиальная конструкция). Импульсы движутся со скоростью, определяемой характеристиками среды распространения, геометрией волновода — как конструкции распространения электромагнитного излучения. В случае распространения в воздухе при нормальных условиях скорость распространения считают равной скорости света. Скорость распространения обратно-пропорциональна квадратному корню из диэлектрической проницаемости среды распространения. В случае распространения импульсов через слой среды, диэлектрическая проницаемость которой близка к 2 (почты все нефтепродукты), скорость распространения снизится в 1.414 раз. Достигнув поверхности контролируемого продукта, импульсы отражаются от границы раздела сред, а интенсивность отражения также зависит от диэлектрической постоянной продукта εr (например, от поверхности воды отражается до 80 % от уровня первоначального импульса, для светлых нефтепродуктов — около 17 %). Прибор измеряет временной интервал между моментами излучения и отражения импульсов. Половина этого времени соответствует расстоянию между точкой начала отсчёта (часто принимают за начало отсчета уплотнительную поверхность фланца) и поверхностью измеряемой среды. Это временное значение преобразуется в выходной сигнал требуемого типа, например 4…20 мА и/или дискретные сигналы, либо сохраняется в доступном для считывания/доступа виде с использованием цифрововых интерфейсов/протоколов (например RS-485, Modbus RTU, HART и т. п.). Особенностью приборов данного типа является возможность измерения межфазного уровня одновременно с измерением уровня основного продукта, без применения движущихся частей. Отдельные приборы такого типа удобно объединяют в себе измерение уровня и температуры продукта. Пыль, пена, испарения, неспокойная поверхность, кипящие жидкости, колебания давления и температуры, плотности практически не влияют на работу прибора.

## Поплавковый уровнемер

#### Принцип измерения

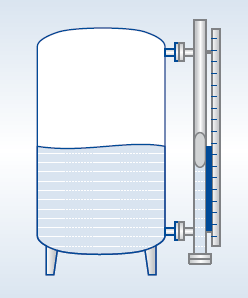
Принцип работы поплавкового уровнемера

Магнитный байпасный индикатор уровня функционирует по принципу сообщающихся сосудов. Измерительная камера устанавливается вплотную к ёмкости таким образом, чтобы условия в измерительной камере и в ёмкости были одинаковыми. Поплавок оснащён cистемой постоянных магнитов, предназначенных для передачи измеренных значений на локальный индикатор. Система магнитов поплавка либо активирует магнитные пластины (флажковый индикатор) в соответствии с уровнем жидкости, либо перемещает магнитный указатель в индикаторе в зависимости от выбранного способа индикации. Индикация уровня осуществляется посредством изменения положения группы вертикально расположенных магнитных флажков или исходя из положения магнитного указателя.

## Буйковый уровнемер

#### Принцип измерения
Индикатор уровня работает по принципу вытеснения. Согласно этому принципу длина тела, погружённого в жидкость, соответствует диапазону измерения уровня. Подвешенный на измерительной пружине стержень-вытеснитель погружён в жидкость, и на него в соответствии с законом Архимеда воздействует выталкивающая сила, пропорциональная массе вытесненной телом жидкости. Изменению выталкивающей силы точно соответствует изменение длины пружины, что позволяет измерить уровень. Изменение длины пружины преобразуется при помощи магнитной системы в изменение уровня и передаётся на индикатор.

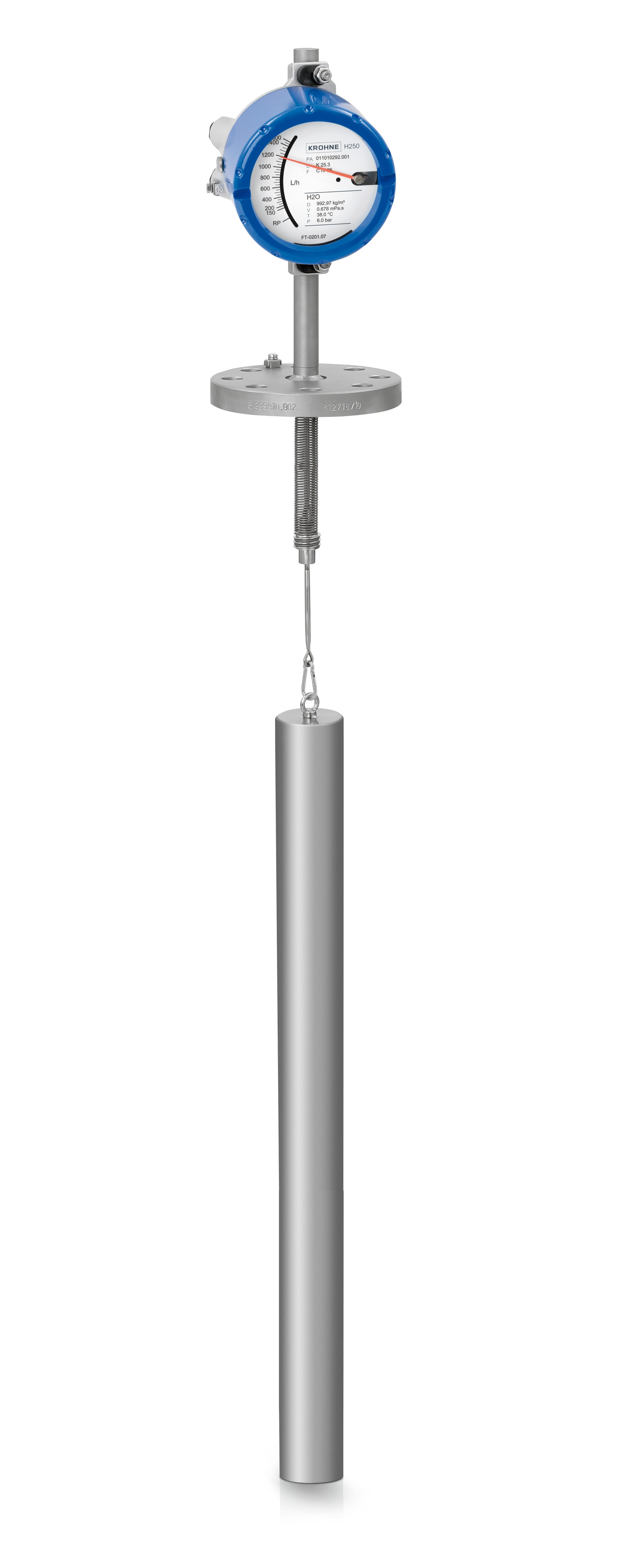
Буйковый уровнемер

#### Расчетная схема
Буек закреплен на упругой подвеске с жесткостью с, действующей на буек с определённым усилием. Увеличивая уровень на Н от нулевого положения 00, увеличиваем выталкивающую силу, что вызывает подъём буйка на х, причём при его подъёме увеличивается осадка, то есть х < h. При этом изменяется усилие, с которым подвеска действует на буек, причём изменение равно изменению выталкивающей силы, вызванной увеличением осадки буйка на (h — х):
хс = (h — х)ρ жgF — (h- х)ρ гgF,
где с — жесткость подвески; ρ ж, ρ г — плотность жидкости и газа; F— площадь поперечного сечения буйка.
Отсюда легко получить выражение для статической характеристики буйкового уровнемера:
x = h/(1 + с/((ρ ж — ρ г)gF)).
Таким образом, статическая характеристика буйкового уровнемера линейна, причём чувствительность его может быть изменена за счет увеличения F или уменьшения жесткости подвески с.
При большой жесткости подвески буек перемещаться не будет, однако при изменении уровня изменится усилие, с которым он действует на подвеску. В этом случае при увеличении уровня на h изменение усилия равно hF(ρ ж — ρ г)g. Такой принцип используется, например, в буйковых уровнемерах типов Сапфир-22ДУ, УБ-Э, ПИУП (ранее УБ-П). Последние уровнемеры снабжены преобразователями с силовой компенсацией (УБ-Э) с унифицированным токовым выходным сигналом, УБ-П и ПИУП с унифицированным пневматическим выходным сигналом).

## Гидростатический уровнемер
Основным принципом действия данных уровнемеров является измерение гидростатического давления, оказываемого жидкостью. Существует три основных типа гидростатических уровнемеров — погружные, врезные и фланцевые, выделяемые по типу присоединения к процессу. Так же, так как этот фактор обуславливает специальные требования к материалам, из которых изготовлен прибор, имеет смысл выделять гидростатические уровнемеры по типу измеряемых сред: неагрессивная к нержавеющей стали, агрессивная к нержавеющей стали, пульпообразная, густая и абразивная среды. При выборе метода измерения уровня, следует учитывать, что корректные измерения гидростатическими датчиками возможны только в средах с постоянной плотностью, так как гидростатическое давление зависит от плотности жидкости и величины уровня. При необходимости решения задачи измерения уровня в средах с меняющейся плотностью, возможна установка двух датчиков уровня. Один прибор устанавливается в емкость для отбора пробы. В емкости обеспечивается постоянный уровень и уровнемер измеряет плотность, а данные со второго (собственно уровнемера) пересчитываются в контроллере с учётом текущей плотности среды, с которого уже скорректированный сигнал поступает в верхний уровень.
Достоинства:
- простота монтажа и обслуживания;
- высокая надежность;
- гидростатические уровнемеры отлично работают с вязкими жидкостями и при большом избыточном давлении.
- точность;
- реализация метода не предполагает использования подвижных механизмов;

Недостатки:
- движение жидкости вызывает изменение давления и приводит к ошибкам измерения (давление относительно плоскости отсчёта зависит от скорости потока жидкости — следствие закона Беррнулли);
- атмосферное давление должно быть скомпенсировано;
- изменение плотности жидкости может быть причиной ошибки измерения.
- чувствительный элемент находится в непосредственном контакте с измеряемой средой, что требует для датчиков специальных материалов, существенно сужая область их использования.